# Campeonato Nacional de Basquete Masculino de 2004
O Campeonato Nacional de Basquete Masculino de 2004 (15ª edição) foi um torneio realizado a partir de 25 de janeiro até 30 de junho de 2004 por dezesseis equipes representando oito estados.

## Participantes
Araraquara, Araraquara/SP

 Automóvel Clube, Campos dos Goytacazes/RJ

 Blumenau, Blumenau/SC

 Casa Branca, Casa Branca/SP

 COC/Ribeirão Preto, Ribeirão Preto/SP

 Corinthians/Mogi, Mogi das Cruzes/SP

 Flamengo, Rio de Janeiro/RJ

 Franca, Franca/SP

 Lobos Brasília, Brasília/DF

 Londrina, Londrina/PR

 Minas, Belo Horizonte/MG

 Paulistano, São Paulo/SP

 Tijuca T.C., Rio de Janeiro/RJ

 Ulbra, Torres/RS

 Unit/Uberlândia, Uberlândia/MG

 Universo/Ajax, Goiânia/GO

## Regulamento

### Fórmula de disputa
O Campeonato Nacional de Basquete Masculino foi disputado por 16 equipes em duas fases:
- Fase classificatória: As 16 equipes disputaram partidas em um sistema de turno e returno, em que enfrentaram todos os adversários em seu mando de quadra e fora dele.
- Playoffs: As oito equipes classificadas jogaram num sistema mata mata e a vencedora desses foi declarada Campeã Nacional de Basquete Masculino de 2004. É dividida em três partes: 
  - Quartas de final: Foi disputada pelas equipes que passaram da primeira fase, seguindo a lógica: (1ª x 8ª); (2ª x 7ª); (3ª x 6ª); (4ª x 5ª). Estas jogaram partidas em melhor de cinco (jogos), sendo dois mandos de campo para cada e o jogo de desempate, se houvesse, no ginásio da equipe com o melhor índice técnico da fase classificatória.
  - Semifinais: Foi disputada pelas equipes que passaram das quartas-de-final, seguindo a lógica: vencedor A x vencedor D e vencedor B x vencedor C. Estas jogaram partidas em melhor de cinco (jogos), sendo dois mandos de campo para cada e o jogo de desempate, se houvesse, no ginásio da equipe com o melhor índice técnico da fase classificatória.
  - Final: Foi disputada entre as duas equipes vencedoras das semifinais, em melhor de cinco (jogos), sendo dois mandos de campo para cada e o jogo de desempate, se houvesse, no ginásio da equipe com o melhor índice técnico da fase classificatória. A equipe vencedora foi declarada campeã da competição.

### Critérios de desempate
1º: Confronto direto

2º: Saldo de cestas dos jogos entre as equipes

3º: Melhor cesta average (se o empate foi entre duas equipes)

4º: Sorteio

### Pontuação
Vitória: 2 pontos

Derrota: 1 ponto

Não comparecimento: 0 pontos

## Classificação
| 1  | Unit/Uberlândia             | 54 | 30 | 24 | 6  | 2597 | 2315 | 1,12181 | 80,0 |
| 2  | Flamengo/Petrobras          | 52 | 30 | 22 | 8  | 2578 | 2411 | 1,06927 | 73,3 |
| 3  | Universo/Ajax               | 51 | 30 | 21 | 9  | 2758 | 2591 | 1,06445 | 70,0 |
| 4  | Corinthians/Mogi/UMC        | 48 | 30 | 18 | 12 | 2603 | 2497 | 1,04245 | 60,0 |
| 5  | ACF Campos/Universo         | 48 | 30 | 18 | 12 | 2519 | 2328 | 1,08204 | 60,0 |
| 6  | Uniara/Araraquara           | 47 | 30 | 17 | 13 | 2711 | 2679 | 1,01194 | 56,7 |
| 7  | COC/Ribeirão Preto          | 47 | 30 | 17 | 13 | 2637 | 2672 | 0,98690 | 56,7 |
| 8  | Universo BH/Minas           | 46 | 30 | 16 | 14 | 2577 | 2528 | 1,01938 | 53,3 |
| 9  | Londrina/TIM                | 44 | 30 | 14 | 16 | 2656 | 2659 | 0,99887 | 46,7 |
| 10 | Ulbra                       | 43 | 30 | 13 | 17 | 2496 | 2501 | 0,99800 | 43,3 |
| 11 | Franca Basquete             | 41 | 30 | 11 | 19 | 2616 | 2720 | 0,96176 | 36,7 |
| 12 | Tijuca Tênis Clube          | 41 | 30 | 11 | 19 | 2296 | 2475 | 0,92768 | 36,7 |
| 13 | Universo/BRB                | 40 | 30 | 10 | 20 | 2562 | 2693 | 0,95136 | 33,3 |
| 14 | Paulistano/UNIFMU           | 40 | 30 | 10 | 20 | 2564 | 2687 | 0,95422 | 33,3 |
| 15 | Liberty Seguros/Casa Branca | 39 | 30 | 9  | 21 | 2569 | 2800 | 0,91750 | 30,0 |
| 16 | URB/Blumenau                | 39 | 30 | 9  | 21 | 2605 | 2788 | 0,93436 | 30,0 |

|  |                                           |
|  | Zona de classificação às quartas de final |

## Fase final
|  | Quartas de final | Quartas de final    | Quartas de final     | Quartas de final   | Quartas de final | Quartas de final | Quartas de final | Quartas de final     |                 |                    | Semifinal | Semifinal | Semifinal | Semifinal | Semifinal | Semifinal | Semifinal | Semifinal |  |  | Final | Final           | Final | Final | Final | Final | Final | Final |
|  |                  |                     |                      |                    |                  |                  |                  |                      |                 |                    |           |           |           |           |           |           |           |           |  |  |       |                 |       |       |       |       |       |       |
|  | 1                | Unit/Uberlândia     | 92                   | 84                 | 96               |                  |                  | 3                    |                 |                    |           |           |           |           |           |           |           |           |  |  |       |                 |       |       |       |       |       |       |
|  | 8                | Universo/Minas      | 89                   | 78                 | 85               |                  |                  | 0                    |                 |                    |           |           |           |           |           |           |           |           |  |  |       |                 |       |       |       |       |       |       |
|  | 8                | Universo/Minas      | 89                   | 78                 | 85               |                  | 1                | 0                    | Unit/Uberlândia | 68                 | 81        | 90        | 83        |           | 3         |           |           |           |  |  |       |                 |       |       |       |       |       |       |
|  |                  |                     |                      |                    |                  |                  |                  |                      | Unit/Uberlândia | 68                 | 81        | 90        | 83        |           | 3         |           |           |           |  |  |       |                 |       |       |       |       |       |       |
|  |                  | 4                   | Corinthians/Mogi/UMC | 89                 | 55               | 79               | 72               |                      | 1               |                    |           |           |           |           |           |           |           |           |  |  |       |                 |       |       |       |       |       |       |
|  | 4                | 4                   | Corinthians/Mogi/UMC | 89                 | 55               | 79               | 72               | Corinthians/Mogi/UMC | 1               | 64                 | 80        | 77        | 71        |           | 3         |           |           |           |  |  |       |                 |       |       |       |       |       |       |
|  | 4                |                     |                      |                    |                  |                  |                  | Corinthians/Mogi/UMC |                 | 64                 | 80        | 77        | 71        |           | 3         |           |           |           |  |  |       |                 |       |       |       |       |       |       |
|  | 5                | ACF Campos/Universo | 76                   | 75                 | 66               | 65               |                  | 1                    |                 |                    |           |           |           |           |           |           |           |           |  |  |       |                 |       |       |       |       |       |       |
|  |                  |                     |                      |                    |                  |                  |                  |                      |                 |                    |           |           |           |           |           |           |           |           |  |  | 1     | Unit/Uberlândia | 80    | 112   | 81    |       |       | 3     |
|  |                  |                     | 2                    | Flamengo/Petrobras | 69               | 74               | 66               |                      |                 | 0                  |           |           |           |           |           |           |           |           |  |  |       |                 |       |       |       |       |       |       |
|  | 3                | Universo/Ajax       | 79                   | 84                 | 97               | 93               |                  | 3                    |                 |                    |           |           |           |           |           |           |           |           |  |  |       |                 |       |       |       |       |       |       |
|  | 6                | Uniara/Araraquara   | 82                   | 73                 | 86               | 91               |                  | 1                    |                 |                    |           |           |           |           |           |           |           |           |  |  |       |                 |       |       |       |       |       |       |
|  | 6                | Uniara/Araraquara   | 82                   | 73                 | 86               | 91               |                  | 1                    | 3               | Universo/Ajax      | 83        | 95        | 101       | 78        | 85        | 2         |           |           |  |  |       |                 |       |       |       |       |       |       |
|  |                  |                     |                      |                    |                  |                  |                  |                      | 3               | Universo/Ajax      | 83        | 95        | 101       | 78        | 85        | 2         |           |           |  |  |       |                 |       |       |       |       |       |       |
|  |                  | 2                   | Flamengo/Petrobras   | 85                 | 75               | 110              | 76               | 97                   | 3               |                    |           |           |           |           |           |           |           |           |  |  |       |                 |       |       |       |       |       |       |
|  | 2                | 2                   | Flamengo/Petrobras   | 85                 | 75               | 110              | 76               | 97                   | 3               | Flamengo/Petrobras | 91        | 76        | 97        |           |           | 3         |           |           |  |  |       |                 |       |       |       |       |       |       |
|  | 2                |                     |                      |                    |                  |                  |                  |                      |                 | Flamengo/Petrobras | 91        | 76        | 97        |           |           | 3         |           |           |  |  |       |                 |       |       |       |       |       |       |
|  | 7                | COC/Ribeirão Preto  | 84                   | 72                 | 85               |                  |                  | 0                    |                 |                    |           |           |           |           |           |           |           |           |  |  |       |                 |       |       |       |       |       |       |

## Finais

### Primeiro jogo
| 27 de junho 12:00 |  | Flamengo/Petrobras | 69–80 | Unit/Uberlândia |  | Rio de Janeiro |  |

### Segundo jogo
| 29 de junho 18:00 |  | Unit/Uberlândia | 112–74 | Flamengo/Petrobras |  | Ginásio do UTC, Uberlândia |  |

### Terceiro jogo
| 30 de junho 19:00 |  | Unit/Uberlândia | 81–66 | Flamengo/Petrobras |  | Ginásio do UTC, Uberlândia |  |

0
| Campeonato Nacional de Basquete Masculino 2004 |
| ---------------------------------------------- |
| Unit/Uberlândia Campeão (1° título Brasileiro) |